# Министерство иностранных дел Нидерландов
Министерство иностранных дел Нидерландов занимается внешними связями Королевства Нидерландов, в том числе европейским сотрудничеством и международным развитием.
Оно создано:
- Для укрепления международного правопорядка и соблюдения прав человека.
- Для укрепления безопасности и стабильности, эффективной гуманитарной помощи и эффективного управления.
- Для укрепления общеевропейского сотрудничества.
- Для увеличения богатства во всем мире и борьбы с бедностью.
- Чтобы содействовать укреплению человеческого и социального развития.
- Для защиты и улучшения окружающей среды.
- Чтобы содействовать благосостоянию и безопасности голландских граждан за рубежом и регулировать передвижение людей
- Для повышения культурного профиля Нидерландов и способствовать созданию позитивного имиджа внутри и за пределами Нидерландов

## Организационная структура
Министерство состоит из политического руководства двух министров[прояснить] и статс-секретаря, Государственной службы в Гааге, дипломатических миссий и различных независимых агентств.
Глава — Министр иностранных дел Нидерландов.

### Отделы
- Генеральный директорат по вопросам европейского сотрудничества. Он координирует политику государства в отношении таких международных организаций и союзов, таких как ЕС, Совет Европы, ОЭСР и Бенилюкс
- Генеральный директорат по политическим вопросам, занимающихся вопросами мира, безопасности и прав человека. Это включает политическую роль НАТО и Организации Объединенных Наций.
- Генеральный директорат по международному сотрудничеству отвечает за международное развитие, в том числе экономического развитие, образование, здравоохранение и окружающую среду. Он реализует голландскую политику в области развития в рамках Организации Объединенных Наций и Всемирного банка и имеет прочные контакты с неправительственными организациями, такими как НОВИБ.
- Генеральный директорат по региональной политике и консульским делам координирует дипломатические миссии.

### Миссии
Нидерланды имеют более чем 150 миссий:
- 110 посольств
- 27 генеральных консульств
- 15 постоянных представительств при международных организациях, таких как ООН, ЕС и НАТО.
- один посольский офис (г. Приштина)
- два представительства: одно для Палестинской администрации в Рамалле и другое в Афганистане.

### Независимые агентства
- Консультативный совет по международным делам
- Консультативный комитет по вопросам международного публичного права,
- Правительственный комитет по международному частному праву
- Центр по содействию импорту из развивающихся стран
- Национальный комитет по международному сотрудничеству и устойчивому развитию